# Великая Говтва
Великая Говтва или Средняя Голтва (укр. Велика Говтва, Середня Голтва) — правый приток реки Ольховая Говтва, протекающий по Полтавскому району Полтавской области Украины.

## География
Длина — 40 км. Площадь бассейна — 205 км². Русло реки в среднем течении (возле села Кокозовка) находится на высоте 112,4 м над уровнем моря.
Река берёт начало в селе Николаевка. Река течёт на юго-запад. Впадает в реку Ольховая Говтва (на 38-м км от её устья) восточнее села Надежда.
Долина корытообразная с пологим левым берегом, шириной до 1,5 км, глубиной до 30 м, развиты эрозионные процессы. Пойма шириной до 200 м, в нижнем течении есть пойменные озера. Русло слабо-извилистое, шириной до 5 м, в маловодные годы пересыхает; в нижнем течении (возле Климовки) шириной 28 м и глубиной 1 м, дно вязкое. Есть два крупных пруда — возле Яроховки и возле Кокозовки. Пойма местами заболоченная или занята насаждениями.
Притоки (от истока до устья): нет крупных

## Населённые пункты
Населённые пункты на реке (от истока до устья):
1. Николаевка
2. Яроховка
3. Чернещина
4. Нелюбовка
5. Сивцы
6. Кокозовка
7. Межгорье
8. Климковка
9. Надежда